# Salamon Suba László
Salamon Suba László (Budapest, 1955. március 20. –) színházi rendező, színházigazgató. Nagyapja, Suba Ferenc amatőr festő volt.

## Életpályája
Szülei Suba Ferenc és Tábith Katalin. 1973-ban érettségizett a Varga Katalin Gimnázium orosz szakán. 1979–1983 között a Színház- és Filmművészeti Főiskola színházrendező szakán tanult Vámos László osztályában. 1983–1984 között a Pécsi Nemzeti Színház rendezője volt. 1984–1990 között a nyíregyházi Móricz Zsigmond Színházban rendezett. 1990–1991-ben a fővárosi XL Színház főrendezője volt. 1991–1992-ben a Győri Nemzeti Színház tagja volt. 1993–2008 között szabadúszó rendező volt. 2008–2013 között a Budaörsi Játékszín igazgatója volt.
Rendezett még többek közt a Szegedi Nemzeti Színházban (1994), a Komédium Színházban (1995–1996), a Miskolci Nemzeti Színházban (1995), a Kassai Thália Színházban (1996), a Szkéné Színházban (1997), a József Attila Színházban (1999, 2002, 2004), a székesfehérvári Vörösmarty Színházban (2000), az Esztergomi Várszínházban (2002) és a Budapesti Kamaraszínházban (2006) is.

## Színházi munkái
A Színházi Adattárban regisztrált bemutatóinak száma: szerzőként: 1; rendezőként: 49.

### Szerzőként
- Kávé és cigaretta (1996)

### Rendezőként
| - Aiszkhülosz: Leláncolt Prometheus (1982) - Queneau: Stílusgyakorlatok (1982, 1995) - Lenz: A katonák (1984) - William Shakespeare: Vízkereszt, vagy amit akartok (1984) - Dosztojevszkij–Kompolthy: Ördögök (1984) - Gogol: Kártyások (1985) - Grillparzer: Bancbanus (1985) - Strindberg: Júlia kisasszony (1985) - Gorkij: Nyaralók (1986) - Bond: A bolond (A kenyér és szerelem jelenetei) (1986) - Határ Győző: A patkánykirály (1987) - Sardou-Moreau: Szókimondó asszonyság (1987) - Molnár Ferenc: Józsi (1988) - Grillparzer: Szapphó (1988) - Aiszkhülosz: Agamemnón (1988) - Aiszkhülosz: Síri áldozat (1988) - Aiszkhülosz: A jólelkűek (1988) - Eisemann Mihály: Én és a kisöcsém (1989) - Rey: A hűtlenség iskolája (1989) - Vajda: Így játszunk mi (1989) - Wilde: Bunbury (1990) - Simon Tamás: Don Juan (1990) - Jókai Mór: Thália szekerén (1990) - Jonson: Volpone, avagy a pénz komédiája (1992) | - Scarnicci-Tarabusi: Kaviár és lencse (1994) - Csehov: Lakodalom (1995) - Brecht: Kispolgári nász (1995) - Molnár Ferenc: Menyegző (1995) - Kárpáti Péter: Halhatatlan háború (1996) - Jarmusch: Kávé és cigaretta (1996) - Molière: A Mizantróp (1997) - Confortès: Maraton (1997) - Egressy Zoltán: A 'Németh Antal - ügy' (1999) - Pruzsinszky Sándor: Fekete király (2000) - Thuróczy Katalin: Cselédlépcső (2002) - Jászberényi Sándor: Júdás védőbeszéde (2002) - Diderot: Jakab és az ura (2004, 2009) - Márai-Meskó: Füveskönyv (2005, 2008) - Harold Pinter: Senkiföldje (2006) - Molnár Ferenc: Liliom (2008) - Szirmai Albert: Mágnás Miska (2010) - Ionesco: Makbett (2011) - Molnár Ferenc: A doktor úr (2011) - Caragiale: Viharos éjszaka (2012) - Szép Ernő: Vőlegény (2013) |

## Filmjei
- Elveszett illúziók (1983)